# آیقرچمن سفلی
آیقرچمن سفلی یکی از روستاهای استان آذربایجان شرقی است که در دهستان مهران‌رود جنوبی بخش مرکزی شهرستان بستان‌آباد واقع شده‌است.این روستا ۳۹ الی ۶۰ نفر جمعیت دارد.

## موقعیت
وضعیت طبیعی روستاکوهستانی تپه‌ای می‌باشد. این روستا در دامنه کوه به صورت شیب دار واقع شده‌است که دارای حدود ۹خانوار و جمعیت حدود بر ۶۰ نفر می‌باشد.
همچنین رودخانه بیوه چای (رودخانه بزرگ) که از دامنه‌های کوه سهند سرچشمه می‌گیرد نیز در نزدیک این روستا قرار دارد.